# HOT SHOT
《HOT SHOT》是日本音樂團體GENERATIONS的第4张单曲，於2013年10月9日由rhythm zone发售。

## 概要
- 《HOT SHOT》是GENERATIONS首張專輯《GENERATIONS》的先行單曲。
- A面曲《HOT SHOT》為朝日電視台節目《お願い!ランキング》2013年10月度片尾曲
- B面曲《Into You》是品牌Samantha Thavasa《Samantha Vega×Kawaii×Art》的電視廣告歌曲。
- 與前作相同，此單曲收錄了上一張單曲的英語版本。
- 此單曲有2個版本，分別有「CD+DVD」和「CD ONLY」。「CD+DVD」收錄了《HOT SHOT》的Music Video。
- 在10月21日於公信榜单曲週排行榜取得第2位。

## 收錄内容

### CD
1. HOT SHOT
（作詞：SUNNY BOY、作曲：Ricky Hanley・Kevin Charge・Hide Nakamura）
2. Into You
（作詞：岡田マリア、作曲：SKY BEATZ・FAST LANE・Chris Hope・J Faith）
3. HOT SHOT (Instrumental)
4. Into You (Instrumental)
5. Love You More（English version）
（作詞：岡田マリア、作曲：SKY BEATZ・SHIKATA・Chris Hope・J Faith）

### DVD
1. HOT SHOT（Music Video）